# The Lady of Rage
The Lady of Rage, de son vrai nom Robin Yvette Allen, née le 6 février 1968 à Farmville, en Virginie, est une rappeuse et actrice américaine connue pour ses nombreuses collaborations avec des rappeurs de Death Row Records tels que Dr. Dre et Snoop Dogg sur leurs albums respectifs, The Chronic et Doggystyle. Elle est considérée comme « l’une des rappeuses les plus talentueuses, dotée d’un flow caractéristique et de lyrics hardcore ».

## Biographie
C’est lors de l’été 1988 que The Lady of Rage rencontre Shakhim des Original Outlaw Brothers, un groupe montant originaire du quartier du Queens à New York. Dès la première écoute, Shakhim est convaincu d’avoir repéré la meilleure rappeuse du moment et la fait entrer chez les Original Outlaw Brothers. Quelque temps après, les OOB signent chez les L.A Posses (notamment connus pour avoir produit plusieurs tubes de LL Cool J). Les L.A Posses comptaient notamment dans leurs rangs des MCs comme MC Breeze, The Real Roxanne et avaient à cette époque déjà développé leurs relations avec de nombreux labels influents. Ainsi, The Lady of Rage retrouve régulièrement ses nouvelles relations au Chung King Studio pour travailler son flow, son écriture et enregistrer. En 1991 Rage exécute ses premières performances vocales sur son album The One (qu’elle enregistre par ailleurs sous le nom de « Rockin' Robin' »).
Après que Dr. Dre l’a repérée en écoutant l’album des L.A Posses They Come in All Colours en 1991 sur lequel The Lady of Rage avait fait plusieurs apparitions, il donne un nouvel élan à sa carrière en l'invitant à collaborer sur l’album qui deviendrait plus tard un classique du gangsta rap : The Chronic mais également sur l’album Doggystyle de Snoop Dogg.
C’est en 1994 que The Lady of Rage publie son premier tube Afro Puffs (tiré de la bande originale du film Above the Rim) qui atteindra la cinquième place du classement Billboard des meilleurs singles rap. Son premier album solo, Necessary Roughness est publié en juin 1997 et atteint la septième place du classement Billboard des meilleurs albums RnB. À l’origine, ce premier album devait s’appeler Eargasm et devait sortir juste après les classiques The Chronic et Doggystyle mais sa sortie fut régulièrement repoussée, jusqu’à ce qu’il paraisse finalement dans les bacs en 1997.
Après la sortie de son album et une apparition sur le morceau You Know My Steez de Gang Starr et Kurupt, Rage quitte Death Row Records et l’industrie de la musique pour se consacrer à sa vocation d’actrice, faisant tout d’abord une apparition dans un épisode de la série télévisée Kenan et Kel. Elle refait surface dans le monde du rap en 2000 avec une apparition sur Set It Off de Snoop Dogg, tiré de l'album de ce dernier Tha Last Meal mais ce n’est qu’en 2005 que Rage renoue avec l’industrie de la musique en signant sur Boss Lady Entertainment (label de Shante Broadus) et en enregistrant un nouvel album VA 2 L.A..

## Technique
The Lady of Rage décrit sa technique de rap dans le livre How to Rap où elle souligne l’importance de posséder un vocabulaire riche, d’utiliser différents types de flow, de faire des « pauses », de prendre son temps pour écrire ses textes pour trouver les bons mots et également de travailler avec de bons producteurs.

## Discographie
- 1997 : Necessary Roughness
- 2005 : Va 2 L.A.

## Filmographie

### Cinéma
- 1998 : Ride
- 2000 : Next Friday
- 2001 : Thug Life
- 2005 : Confessions of a Thug
- 2011 : The Cookout 2
- 2021 : Judas and the Black Messiah de Shaka King : Lady Panther

### Télévision
- 1997-2000 : The Steve Harvey Show (série télévisée)
- 1999 : Kenan et Kel (série télévisée)